# Nicolas Feuillatte (champagne)
Nicolas Feuillatte is de naam waaronder aanvankelijk champagne van de gelijknamige eigenaar van wijngaarden Nicolas Feuillatte (1926-2014) en later een aantal van de champagnes van de Centre Vinicole in Chouilly op de markt werd en worden gebracht.
Nicolas Feuillatte ging in 1980 voor het eerst champagnes verkopen onder zijn eigen naam. Deze champagne was aangepast aan de smaak van de vrouw, die volgens Feuillatte een champagne met minder zuren prefereerde boven de stijl van de traditionele merken. De champagne was een groot succes. 

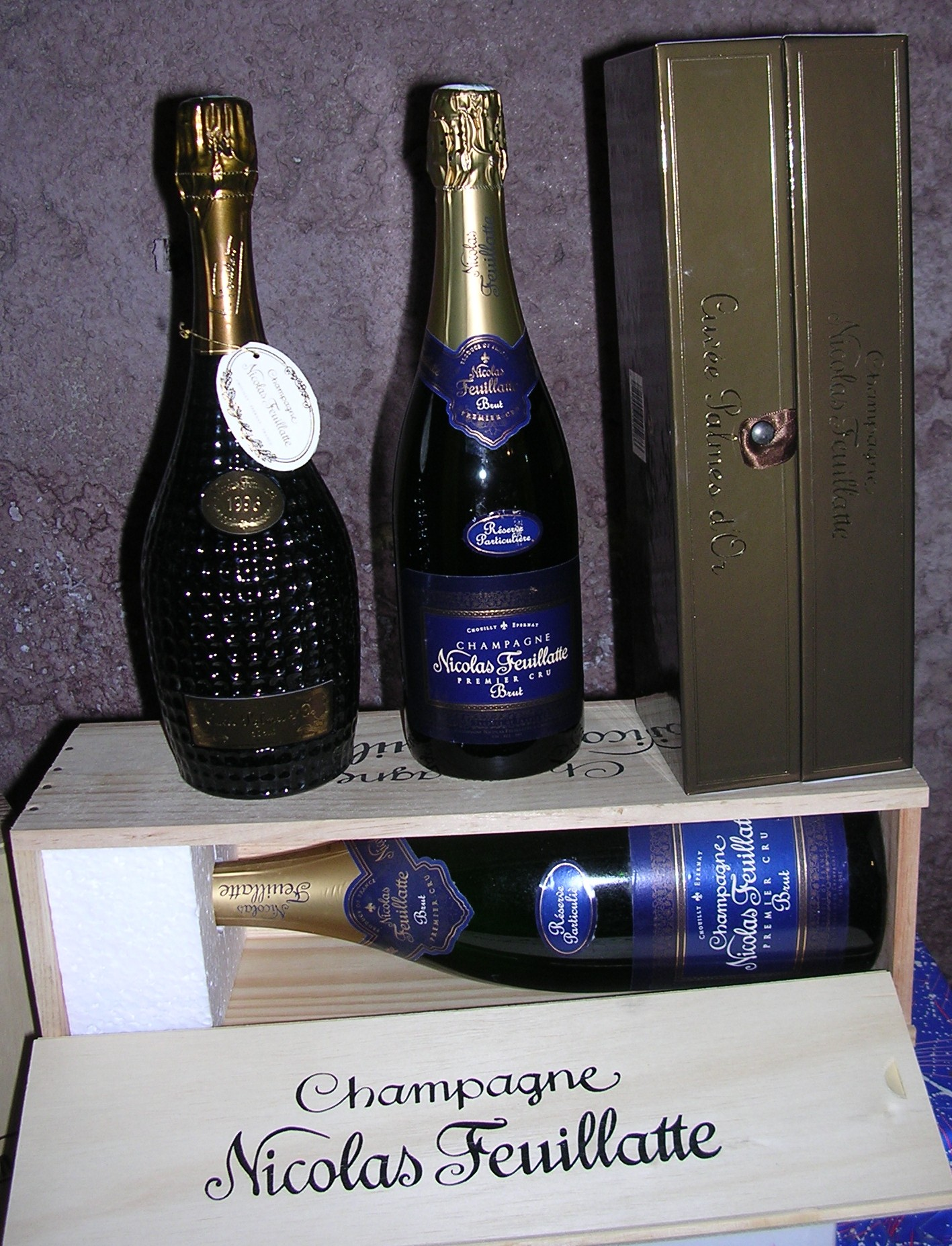
Een paar van de duurdere flessen van Nicolas Feuillatte

In samenwerking met een al bestaande coöperatie van 5000 wijnboeren in 83 coöperaties, de Centre Vinicole in Chouilly, werd een conglomeraat opgericht dat "Centre Vinicole – Champagne Nicolas Feuillatte" ging heten. 
De achtergrond van de samenwerking was dat de coöperatie weinig succes had bij het verkopen van de champagne. De merken stonden niet zo hoog in aanzien als die van de grote champagnehuizen.
De coöperatie verwerkt de drie meest gebruikte wijnrassen van de Champagne, de Chardonnay, Pinot noir en Pinot meunier. De druiven komen van 2250 hectare wijngaard uit de vallei van de Marne, de Côte des Bar, het Massief van Saint-Thierry, de beroemde Montagne de Reims, de Coteaux du Sézanne en de vallei van de Ardre. De druiven zijn afkomstig uit 13 van de 17 Grand cru-gemeenten, 33 van de 42 Premier Crus en 259 van de andere 320 crus of gemeenten binnen de Appellation d'Origine Contrôlée champagne.
Per jaar worden drie miljoen flessen gevuld die onder tal van etiketten worden verkocht. Het in Frankrijk vooral in supermarkten verkochte merk Nicolas Feuillatte is inmiddels de meest verkochte champagne van Frankrijk en is, na Moët & Chandon en Veuve Clicquot, de meest verkochte champagne ter wereld.
Het "gamma" van Nicolas Feuillatte omvat een groot aantal champagnes; zo zijn er de Brut, de meest verkochte champagne van het huis, Brut Grande Réserve, Brut Réserve, Brut Rosé (een roséchampagne), de zoetere Demi-Sec, de Brut Millésime waarvan alle gebruikte druiven van één oogstjaar afkomstig zijn, de Brut Chardonnay Millésimé) (een monocépage), de Brut Extrem’ (een droge Brut Nature, de Cuvée Spéciale Millésimée, de Grand Cru Chardonnay Millésimé van uitsluitend druiven uit de Grand Cru-gemeenten, de Grand Cru Pinot Noir Millésimé Cuvée 225, de Millésimée Cuvée 225, de Rosé Millésimée, Palmes d'Or, de Brut Vintage 2002 Palmes d’Or, de Rosé Vintage 2005 en de alleen in de Verenigde Staten verkochte D'Luscious. De Brut wordt al na twee jaar rijpen in de handel gebracht, de duurdere wijnen zoals de Millésimées mogen zes jaar op gist rijpen.
Nicolas Feuillatte zelf was vooral de reizende ambassadeur van het merk. Hij was geen onbekende in de jetset en twee vriendinnen, Jackie Kennedy en Lady Diana Spencer, de prinses van Wales, schonken op diners en recepties zijn champagne.